# Carl Christian Rafn
Carl Christian Rafn (16 de enero de 1795 - 20 de octubre de 1864) fue un anticuario y erudito de Dinamarca interesado en la historia y la literatura nórdica. Trabajaba concretamente con libros antiguos escandinavos.

## Actividades
Se le recuerda principalmente por dos cosas:
- Traducir, catalogar y difundir ampliamente las sagas islandesas, así como establecer un nuevo género dentro de ellas, las sagas de los tiempos antiguos.
- Defender la teoría de que los vikingos habían explorado parte de Norteamérica centurias antes que los españoles. De este modo aventuró la hipótesis de que Vinland, la tierra que se menciona en varias de las sagas noruegas, existió en lo que hoy en día es Nueva Inglaterra, en los Estados Unidos. Al mismo tiempo que Rafn creía esto la mayoría de sus contemporáneos aceptaba que Vinland era sólo una leyenda. En la actualidad se sabe que con Erik el Rojo los vikingos llegaron a América.[1] Dentro de sus huellas se encuentra un asentamiento al norte de Terranova, Canadá, descubierto en los años 1960.[2]

## Obra
La mayor parte de su obra relevante fue publicada en 1837 en Antiquitates Americanæ.
En sus obras presenta las antiguas sagas noruegas e islandesas. Los títulos y fechas de sus publicaciones son:
- 1821 - 1826 - Nordiske Kæmpehistorier (eller mythiske og romantiske Sagaer), efter islandske Haandskrifter fordanskede
- 1824 - Jomsvikingesaga
- 1825 - 1837 - Fornmanna sögur
- 1826 - Krákumál
- 1826 - 1827 - Kong Olaf Tryggvesøns Saga
- 1829 - 1830 - Fornaldarsögur Norðrlanda
- 1829 - 1830 - Nordiske Fortidssagaer
- 1832 - Færøyingesaga|Færeyínga saga eller Færøboernes Historie i den islandske Grundtext med færøisk og dansk Oversættelse
- 1832 - 1836 - Nordisk Tidsskrift for Oldkyndighed (Póstuma)
- 1836 - 1863 - Annaler for nordisk Oldkyndighed (Póstuma)
- 1836 - 1860 - Mémoires de la société des antiquaires du Nord (Póstuma)
- 1837 - Antiqvitates Americanæ
- 1838 - 1854 - Grønlands historiske Mindesmærker
- 1843 - 1863 - Antikvarisk Tidsskrift (Póstuma)
- 1850 - 1858 - Antiquités Russes d'aprés les monuments historiques des Islandais et des anciens Scandinaves
- 1852 - Saga Játvarðar konúngs hins Helga
- 1854 - Remarks on a Danish runic stone from the eleventh century, found in the central part of London
- 1856 - Oldtidsminder fra Østen; Antiquités de l'Orient